# Žaņa Lipkes memoriāls
Žaņa Lipkes memoriāls ("Žanis Lipkes minnesmärke") är ett museum på Ķīpsala i Riga i Lettland och ligger i slutet av återvändsgatan Mazais Balasta dambis ("Lilla Ballastdammen"), som löper parallellt med strandvägen Balasta dambis ("Ballastdammen").
Žanis eller Jānis Lipke var en lettisk hamnarbetare som bodde på ön Ķīpsala i Riga. Han gömde under andra världskriget judar i sitt hem. Han grävde ut en bunker under sitt vedskjul, där de levde, och senare också ute på landet hos betrodda personer.
Under 2010-talet har uppförts ett museum bredvid familjen Lipkes hus, vilket invigdes 2012 av Israels president Shimon Peres och Lettlands president Andris Bērziņš. Initiativet togs av den lettiske tidigare premiärministern och affärsmannen Maris Gailis och museet ritades av hans fru Zaiga Gaile.

## Bildgalleri

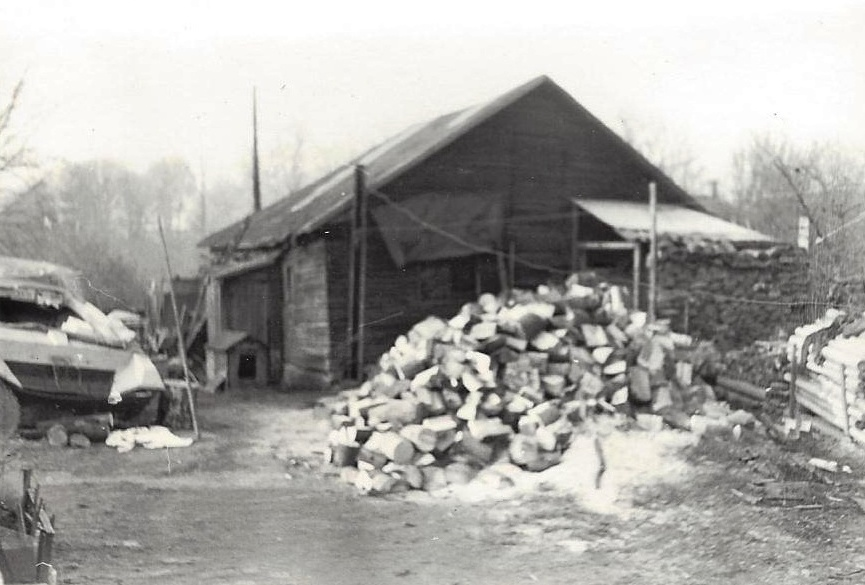
Vedskjulet, 1970-talet
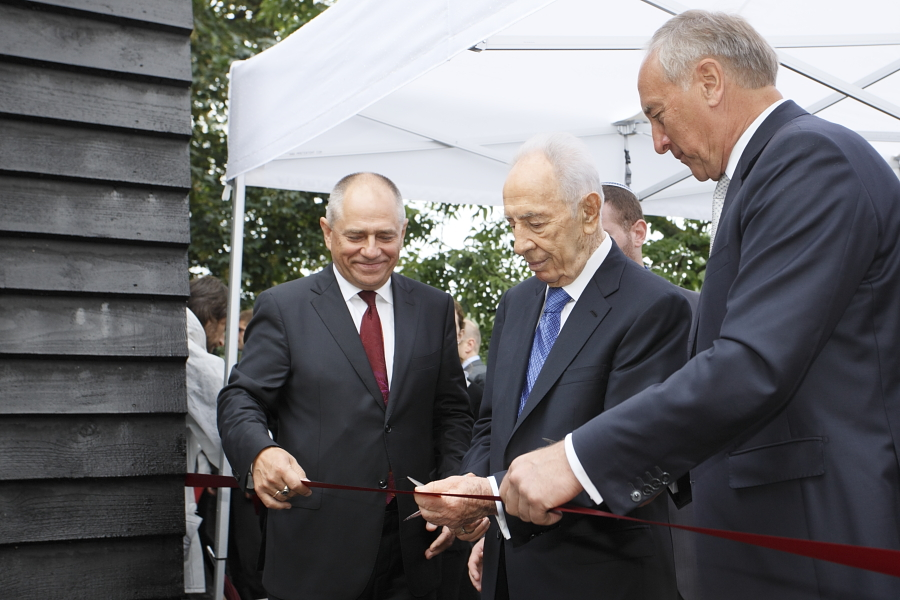
Invigning 2012 med Maris Gailis, Shimon Peres och Andris Bērziņš
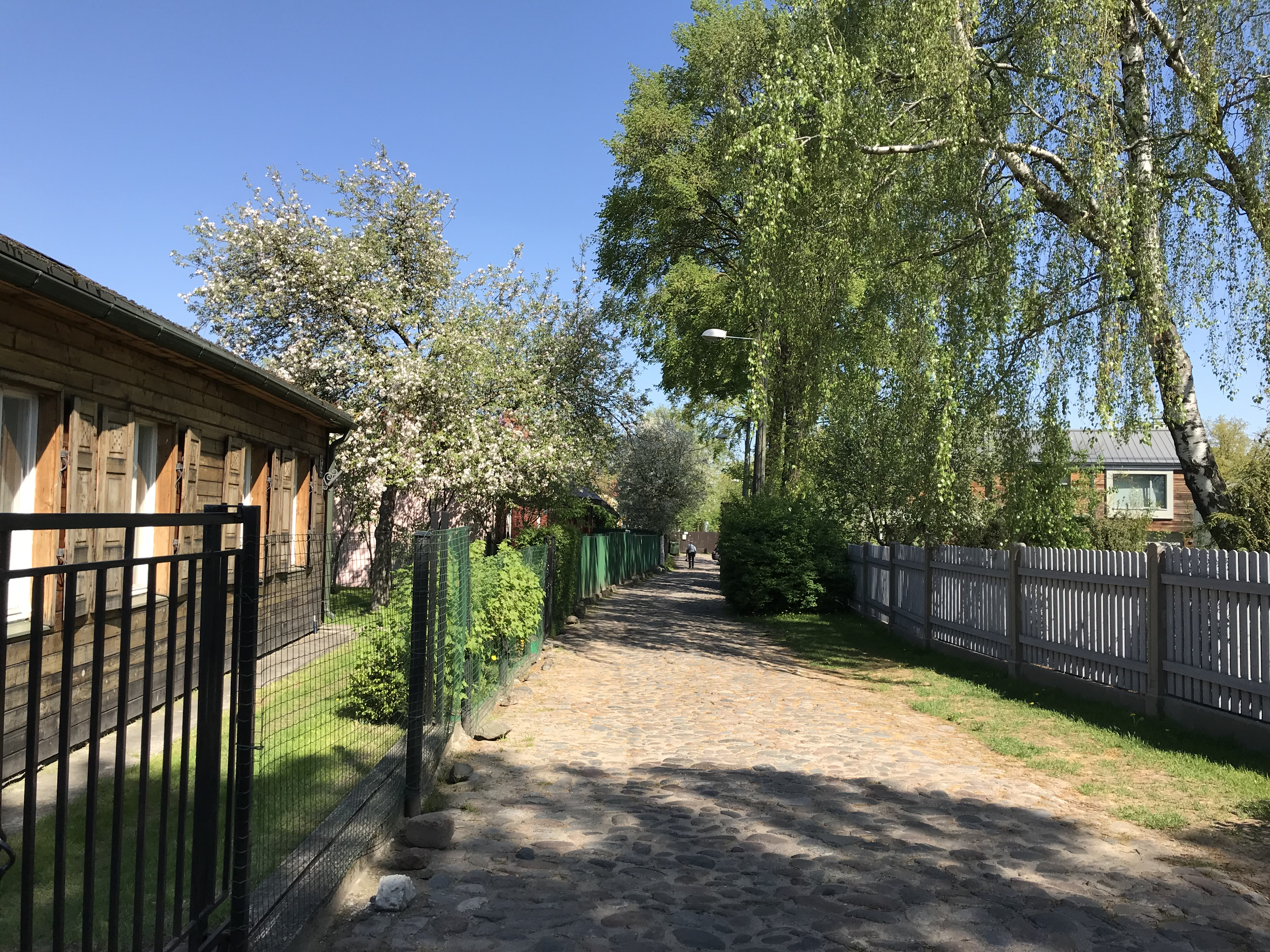
Återvändsgatan Mazais Balasta dambis, med museet längst bort i fonden
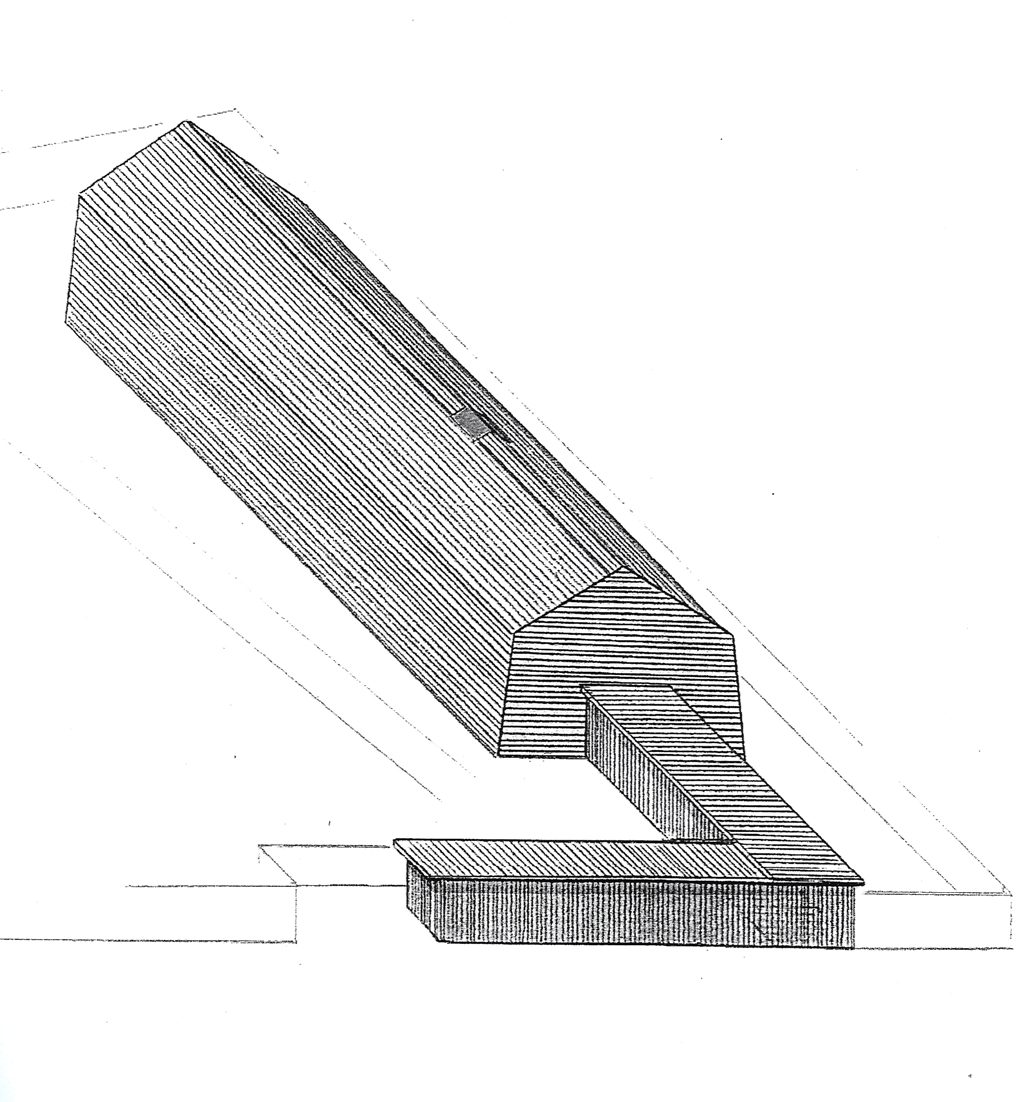
Skiss över museibyggnaden
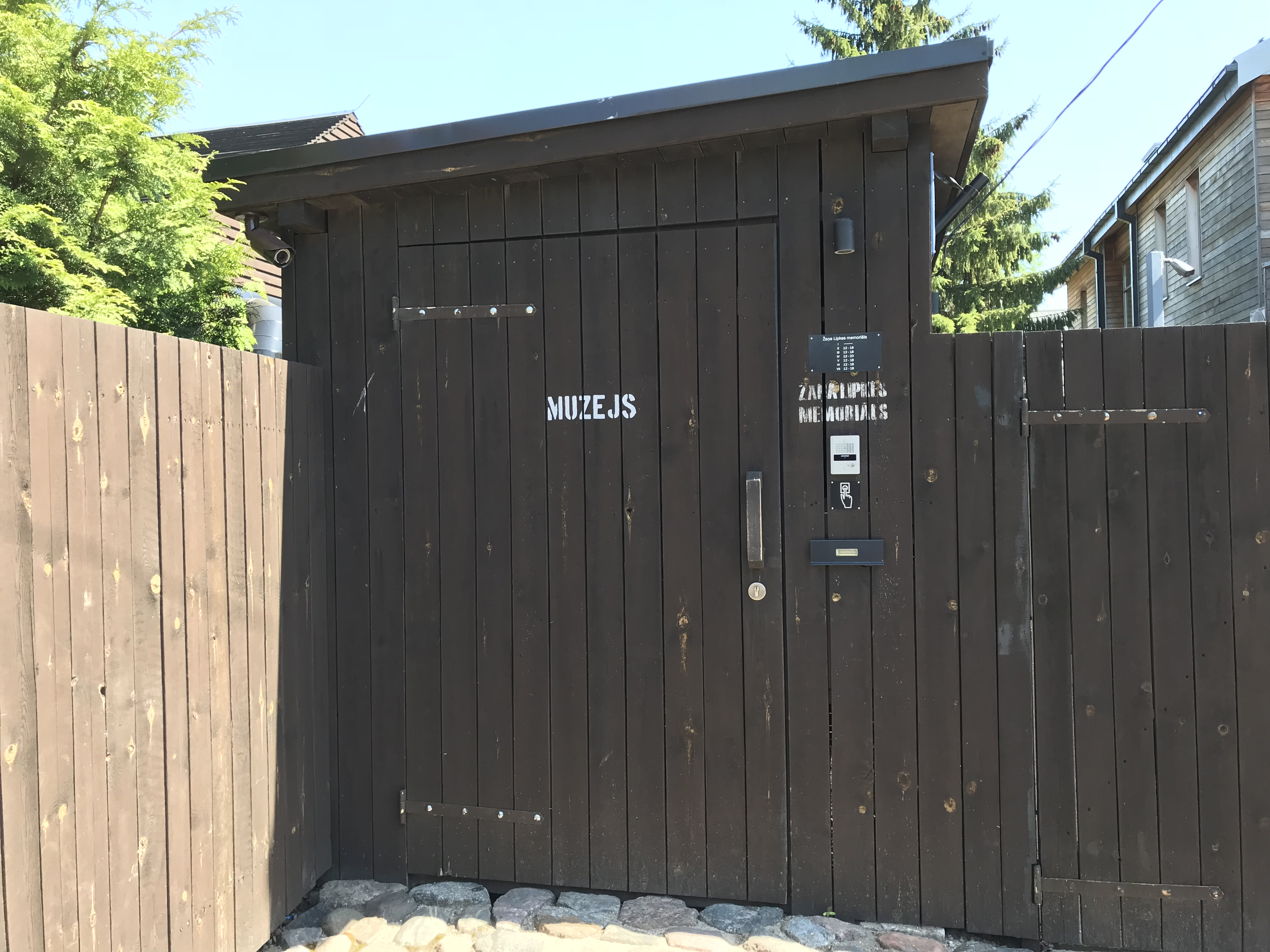
Entrén till museet
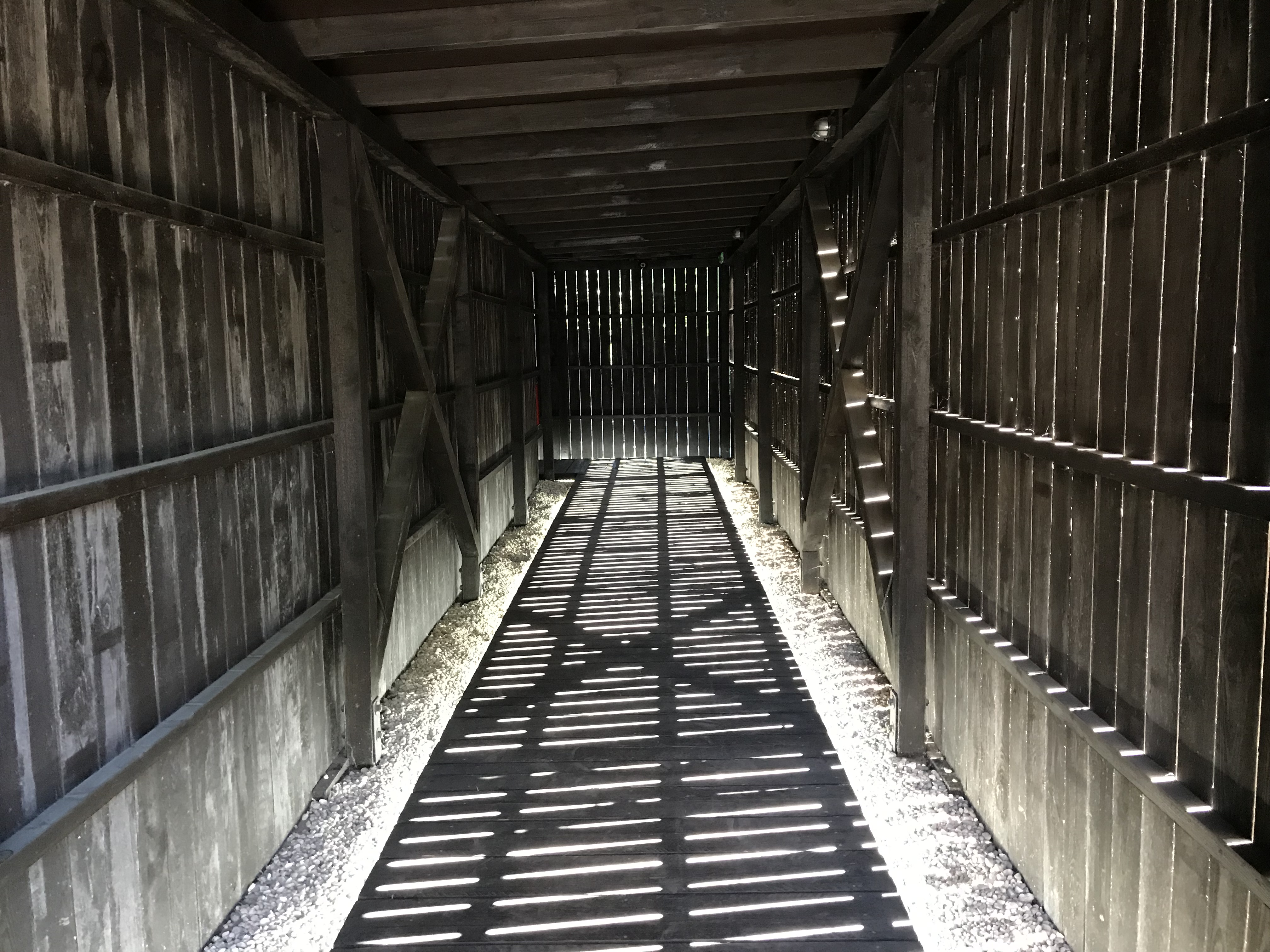
Gången från entrén mot utställningen
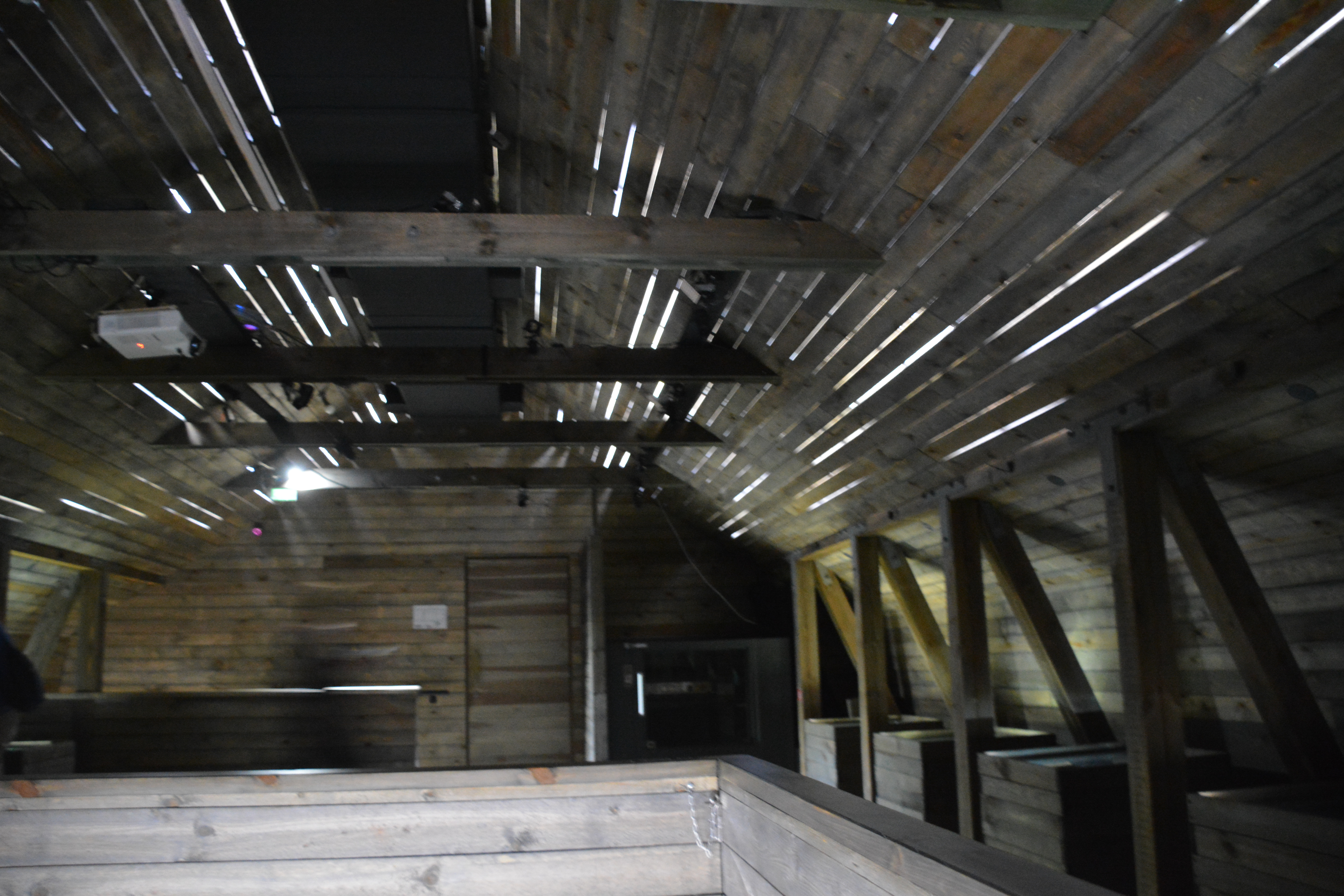
Interiör, övre våningsplanet
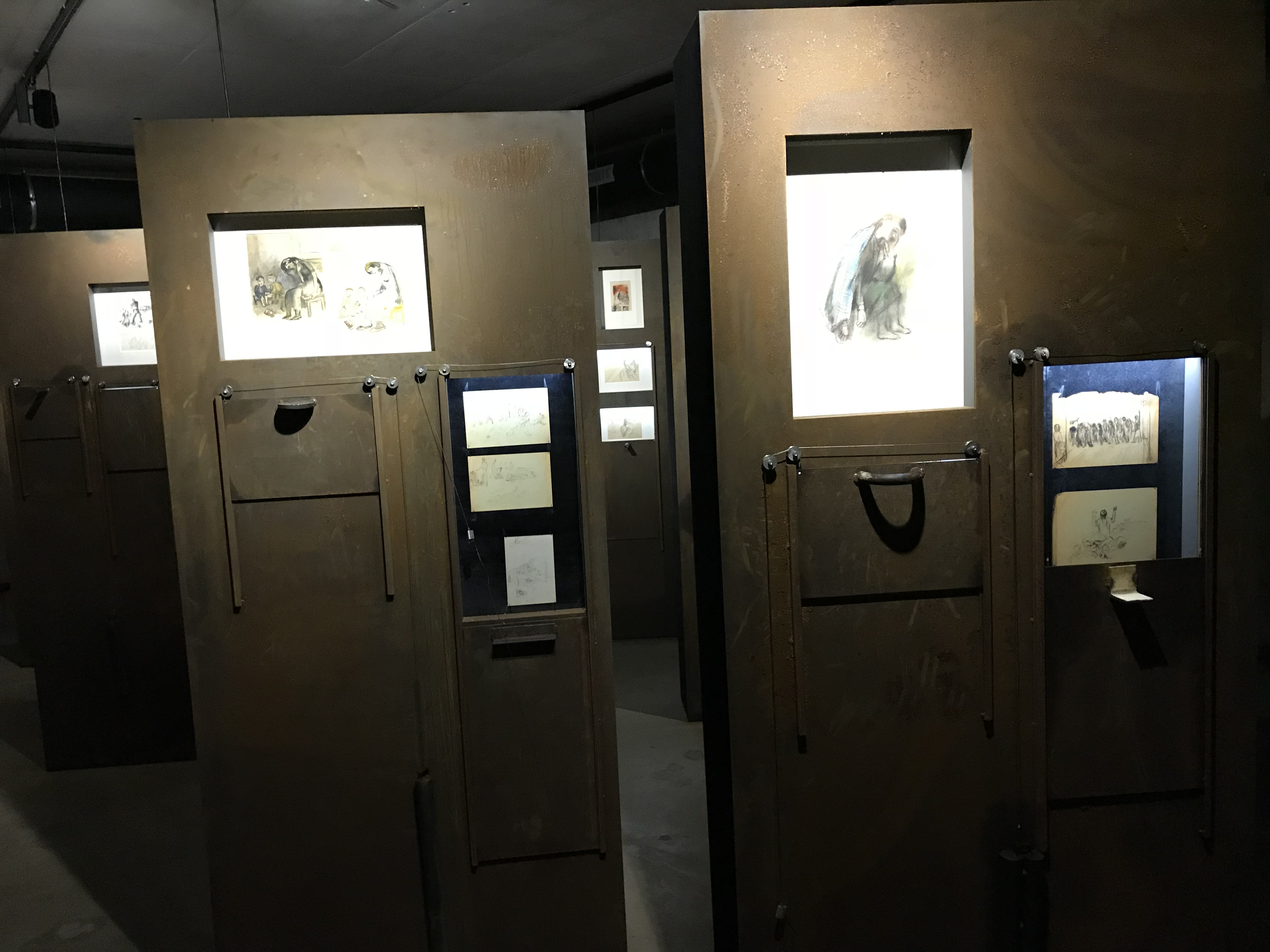
Utställningen, detalj
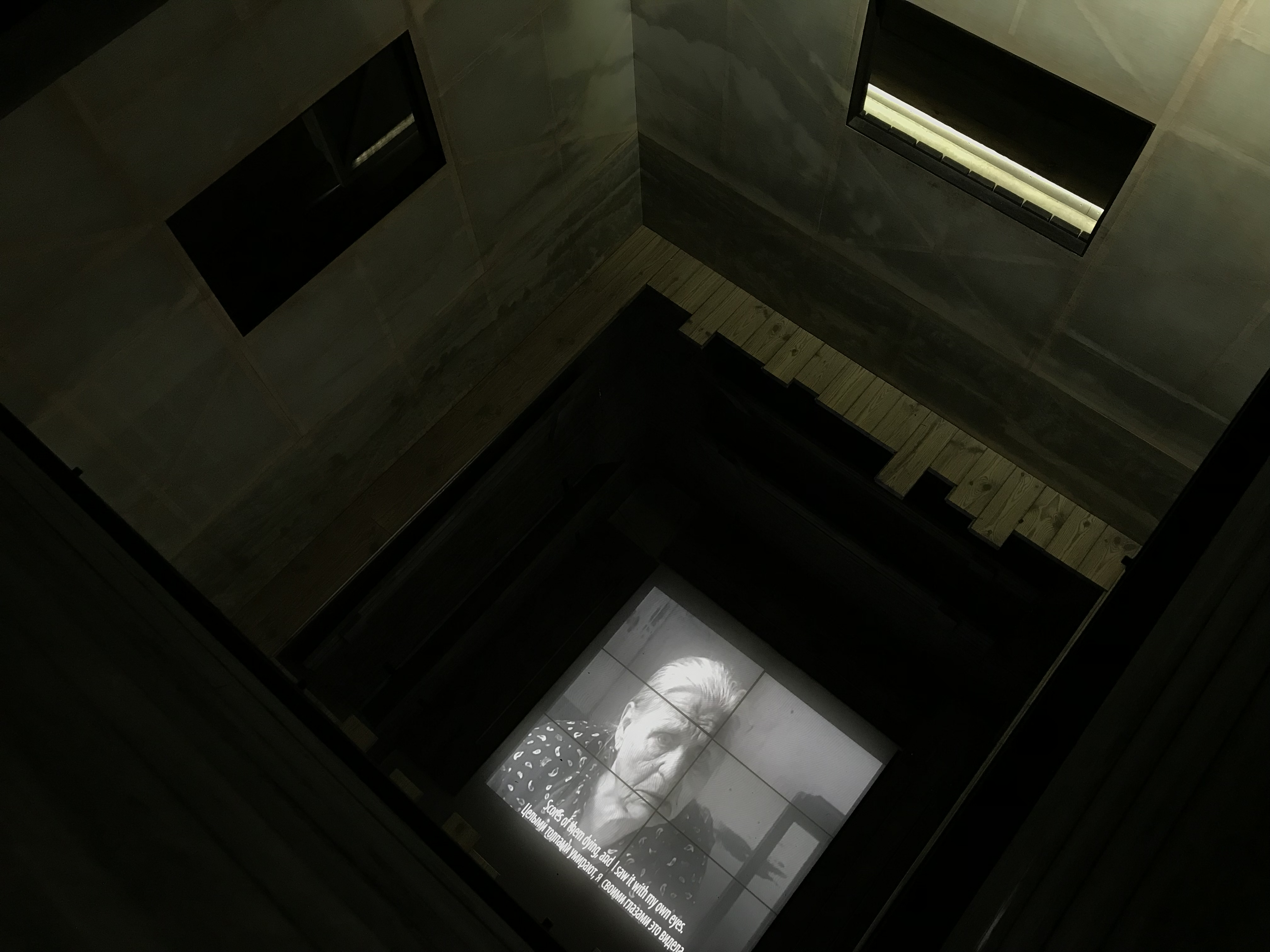
Utställningen, detalj